# ベン・グリオン国際空港
ベン・グリオン国際空港（ベン・グリオンこくさいくうこう、ヘブライ語: נמל תעופה בן גוריון、英語: Ben Gurion International Airport）は、イスラエルの中央地区ロード（ロッド）にある空港である。

## 概要
国内最大の国際線空港である。空港名は初代首相であるダヴィド・ベン＝グリオンにちなんでいる。エル・アル航空がハブ空港として使用している。旧名はロッド空港。
イスラエルという国家の存立上から警備が厳しく、世界一警備が厳しい空港と言われている。

### 出入国の注意
セキュリティチェック
ベン・グリオン国際空港ではテロリスト流出入防止、もしくは本人が気づかないうちに利用されて危険物を所持していないか確認するため、出入国のセキュリティチェックが厳重に行われている。入国時は複数の係官が入れ替わり質問を行う場合がある。出国時は特に厳しく、チェックインカウンター前で係官が質問する。これに要する時間は数分で済むこともあれば1時間以上かかることもある。その内容は目的や旅程、航空券購入先、宿泊先、同行者の関係、イスラエルに友人はいるか、荷造りはどこでしたかなど多岐に渡る。特に、外国人（非イスラエル人）に対しては厳しい。
出国時は3～4時間前に空港に着くように要請されており、質問の他に荷物を開封して確認することもある。
出入国証印
一部のイスラム諸国（特にイスラエルと直接戦争している国）では、パスポートにイスラエルの出入国証印があると入国を拒否されることがあり、どうしても行きたい場合は基本的にパスポートの再発行しか方法がない。イスラエル入国時と同じパスポートでそういった国へ行く場合は、入国審査時に「No Stamp Please.」と申し出てパスポートに入国証印を押印されないようにすること。尚、出国時も申し出ないと出国証印が押印されるので、同様に申し出る必要がある。ただし、申し出ても係官が勝手に出国証印を押してしまうことがある。近年では、出入国印の代わりに、滞在資格（期限）、パスポート情報、パスポートの顔写真が印字された出入国カードが手渡されるため、特に申し出なくても良い。

## 歴史
- 2014年8月 - ハマースの軍事スポークスマンは、ガザ侵攻が深刻化する中で、ベン・グリオン国際空港に向け国際線を運航する航空会社に対し飛行を中止するよう警告し、航空機を攻撃対象として見なしうることを表明した[1]。
- 2021年5月13日 - イスラエルとハマースによる攻撃の応酬が激化し、ベン・グリオン空港周辺にもロケット弾の被害が及んだ。空港に向かっていた旅客便は、いずれもラモン国際空港へ目的地の変更を行った[2]。
- 2025年5月4日 - イスラエル軍は、イエメンのフーシ派が発射したミサイルが空港一帯に落下し、一時、空港の離着陸を停止していたことを発表した[3]。

## 定期便就航会社
| 航空会社                     | 就航地 |
| ---------------------------- | --- |
| エーゲ航空                   | |
| スカイ・エクスプレス         | アテネ(2025年12月2日より運航開始予定) |
| ブルーバード航空             | バルセロナ |
| エア・バルティック           | |
| エア・カナダ                 | |
| エア・ヨーロッパ             | |
| エールフランス航空           | |
| エア・インディア             | |
| マルタ航空                   | |
| モルドバ航空                 | |
| エア・セルビア               | |
| エジプト航空                 | |
| アリタリア-イタリア航空      | |
| アルキア・イスラエル航空     | ラルナカ、バルセロナ、アテネ、イラクリオン、ノヴィ・ドヴォル・マゾヴィエツキ、バンコク/スワンナプーム(2025年11月26日より運航開始予定)、ハノイ(2026年1月5日より運航開始予定)                                                          |
| アルメニア・エアカンパニー   | |
| アトラスグローバル航空       | |
| オーストリア航空             | |
| アゼルバイジャン航空         | バクー |
| ベラヴィア                   | |
| ブルーエア                   | |
| ブリティッシュ・エアウェイズ | |
| ブリュッセル航空             | |
| ブルガリア航空               | |
| キャセイパシフィック航空     | |
| キプロス航空                 | |
| デルタ航空                   | |
| イージージェット             | |
| エル・アル航空               | ソチ(2025年9月3日より運航開始予定)、フランクフルト、ミュンヘン、ミラノ/MXP、ローマ/FCO、ブカレスト、ウィーン、ロンドン/LTN、チューリッヒ、ワルシャワ、リスボン、ニューヨーク/JFK、ニューヨーク/EWR、マイアミ、バンコク/BKK、バトゥミ |
| エチオピア航空               | アディスアベバ |
| フィンエアー                 | |
| 海南航空                     | |
| ジョージアン・エアウェイズ   | トビリシ |
| イベリア航空                 | |
| イズレール航空               | ロンドン/LTN、ザルツブルク、リュブリャナ、トビリシ、ヴェローナ、バクー、ラルナカ |
| KLMオランダ航空              | |
| 大韓航空                     | |
| LATAM チリ                   | |
| LOTポーランド航空            | |
| ルフトハンザドイツ航空       | |
| マイウェイ航空               | |
| ノルウェー・エアシャトル     | |
| ペガサス航空                 | |
| ロイヤル・ヨルダン航空       | |
| ライアンエアー               | |
| 四川航空                     | |
| スマートウィングズ           | ブダペスト |
| サンドー航空                 | |
| スイス国際航空               | |
| TAPポルトガル航空            | |
| タロム航空                   | |
| トランサヴィア               | |
| ターキッシュ エアラインズ    | |
| タス・エアウェイズ           | |
| ウクライナ国際航空           | |
| ユナイテッド航空             | ニューヨーク/EWR |
| ウズベキスタン航空           | |
| ブエリング航空               | |
| ウィズエアー                 | |
| エティハド航空               | アブダビ |
| フライドバイ                 | ドバイ |

## 空港への交通アクセス
鉄道・バス・シェルート（乗合タクシー）・タクシーによる。（2019年現在）いずれも現金のみ取り扱いとなるため、空港内に両替機・ATM・銀行が置かれている。ただし、Rav-Kavカードを自動券売機で購入する場合は、クレジットカードの利用は可能。

### 鉄道
- テルアビブ中心街へは、イスラエル鉄道[4]のベン・グリオン空港駅が利用できる。ターミナル３から発着し、テルアビブ市内方面、ならびにモディイン方面へ直行する。テルアビブサビドール中心駅へは約20分で到達する。テルアビブハハガナ駅で乗り換えることにより、エルサレム、レホボート方面などへも接続する。エルサレム方面へは、エルサレムのCentral Bus Station横にあるエルサレムyitzhak navon駅まで21時台まで30分間隔で運転している。ノンストップで所要時間は約30分。夜間は1時間毎、昼間は30分おきに24時間運行している。ただし、安息日とユダヤ教の祝日の18時以降には90分に1本程度運行があるか、運行停止されるので注意を要する。料金は大人16NISである。

### バス
- テルアビブ中心街へは、485番系統を利用すると中心街の「Central Bus Station」へ行くことができる。料金は16NIS（※日本円で約490円）、乗車時に運転手へ料金を支払う前払い方式となる。所要時間は約1時間程度。バスには、車体下にスーツケースなどを搭載できる荷物置き場が設置されているほか、Wi-Fiやスマートフォンを充電することができるUSB端子も装備されている。

### シェルート（乗合タクシー）
- テルアビブ中心街行きのシェルート乗り場は、到着ロビーを出ると「SHUTTLE SERVICE」や「01」表記の青い看板があり、ここから発着する。料金は約64NIS（日本円で約1,700円 - 2,000円程度）、目的地到着後に料金を支払う後払い方式となっている。定員は10名で、テルアビブ中心街の行き先が近い利用者ごとにタクシーを振り分けていることから、定員に達するまで出発しないことに注意。所要時間は行き先によって異なるが、概ね約30分 - 1時間程度。場所により、中心街のホテルまで直接アクセスできるのが大きな利点である。鉄道・バスとは異なり、安息日とユダヤ教の祝日も運行していて、この場合の料金も固定されている。

### タクシー
- タクシー乗り場は、2階と到着ロビーの2か所となっているが、メインは到着ロビーをすぐに出た場所となっている。ここに専用のブースがあり、利用者は係員に行き先を告げ、係員がタクシーの運転手に車両番号などを書き正規料金を渡すシステムとなっている。このほか、ターミナル内には「TAXI FARE」のタッチパネルがあり、行き先や乗車人数・スーツケースの個数を入力すると料金が自動的に算出、「print」を押すとレシートが発行され、これを持って運転手に渡し料金を支払う形となる。なお、高額料金を命じてくる白タク行為の運転手もいるので注意。料金はメーター制で、行き先により異なるがおよそ150 - 400NIS（日本円で約4,500円 - 約12,000円）程度の場合が多い[5][6]。安息日とユダヤ教の祝日・深夜時間帯は追加料金が加算されて値段がさらに高くなる。テルアビブ中心街への所要時間は約30分程度だが、繁忙期などは渋滞に巻き込まれることもあるため、1時間程度かそれ以上の時間を要することもある。

なお当空港周辺にはホテルも多いことから、一部のホテルでは当空港とを結ぶ送迎サービスを行なっている。